# 斯沃特利山
77°15′S 143°12′W / 77.250°S 143.200°W
斯沃特利山（英語：Mount Swartley）是南極洲的山峰，位於瑪麗伯德地，屬於福特山脈中阿拉格尼山脈的一部分，處於達林山以東1.9公里，在1939至1941年由美國探險隊發現。